# 문화일보
문화일보(文化日報, The Munhwa Il-bo)는 대한민국 서울에서 발행되는 석간(주 5일 발행) 일간지이다. 1991년 11월 1일 창간되었으며 본사는 서울특별시 중구 새문안로 22에 있다. 1991년 11월 1일 서울 종로구 세종로에 소재한 현대상선 빌딩에서 전직 동아일보 기자 출신 언론인 이규행 등 전직 언론인과 현대그룹의 후원으로 창간했다.

## 역사
창간 당시에는 종합일간지의 허가를 받지 못해 석간, 문화전문지로 출발했으며 이후 종합지로 전환했다. 현대그룹에 의해서 창간돼 사명이 현대문화신문으로 등록되었다. 현대그룹의 후원을 바탕으로 소설가 박경리씨의 토지를 연재했으며 김성환의 고바우 영감 4컷 만화도 인기리에 연재했다. 1995년 7월 종합지로 전환하면서 고급지 개념을 도입해 국내 최초로 오피니언면을 만들어 국내 유수의 필진을 고용해서 다양한 시각을 제공해왔다.
그러나 1998년 한국이 국제통화기금(IMF)의 유동성위기를 겪을 당시 현대그룹에서 완전히 분리, 독립경영체제로 돌아섰다. 몇번의 조간 논의가 있었으나 석간을 그대로 유지해오고 있으며 1999년 11월부터 지면을 살구빛 고운종이로 바꾸었다. 당초 광화문 현대상선 빌딩에서 신문을 발간하다가 1994년 현재의 서대문의 옛 동양극장자리에 10층 사옥을 신축하여 이전했다. 2009년 12월 현재 대표이사는 이병규, 편집국장은 김병직
김대중 정부 당시 현대그룹이 추진했던 대북 포용정책인 햇볕정책으로 인하여 대북정책에 있어 진보적 색깔을 드러내기도 했으나 2000년대 중반부터 보수적인 성향을 드러냈다. 문재인 정부에서 유신헌법에서 유래한 자유민주이지만 헌법에 근거가 없는 자유민주주의 수호자를 자처하고 있다.

## 논란 및 사건사고

### 신정아 누드 공개 논란
2007년 9월 13일 문화일보가 문화계 유력인사의 집에서 신정아의 누드사진이 발견되었다며, 지면(3면)에 몸통 부분에 모자이크 처리가 된 2장의 사진을 게재하였다. 문화일보는 누드사진이 신정아가 영향력 있는 인사들에게 성 로비를 했을 증거라며 의혹을 제기하였다. 그러나 네티즌들과 시민단체는 누드사진 게재가 사건의 본질인 변양균 전 정책실장의 비호 의혹에서 빗나간 인권침해라며 비난하였으며 신정아 자신도 조작된 사진이라고 주장하였다. 이에 문화일보는 누드사진이 국민의 알 권리를 위한 어쩔 수 없는 선택이었다고 반박하였다. 문화일보는 2007년 10월 18일 신정아 누드 사진 게재에 대해 사과하였다. 한편, 문화일보는 연재소설 강안남자의 선정성 논란에 따라 한국신문윤리위원회로부터 ‘경고’를 받은 바 있다.

### 세월호 침몰 사건 관련 오보
2014년 4월 16일 세월호 침몰 사건관련 뉴스보도 중 '침몰이 일어난 후 전원구조 되었다'라고 보도하여 관련 학부모들과
국민들에게 혼란을 주고 초기 대응에 부정적인 영향을 미쳤다.

## 자매지
- 《디지털타임스》: 디지털 IT 경제 신문
- 《에이엠세븐》: 무료 종합 일간지 - 현재 무기한 휴간

## 같이 보기
- 조선일보
- 중앙일보
- 동아일보
- 국민일보
- 경향신문
- 현대그룹
- 디지털 타임스